# 全日本プロレスTV
全日本プロレスTV（ぜんにほんプロレスティーヴィー）は、全日本プロレスが運営する動画配信サービスである。
2018年2月4日に発表され、3月19日にサービス開始された。最新試合と併せて2017年に開催された試合もアーカイブ配信された。
また、過去大会のアーカイブについてもGAORAが保有する分は「全日本プロレスバトルライブラリー」として、サムライTVが保有する分は「全日本プロレスアーカイブス サイコー宣言」としてそれぞれ配信されているが、2000年までの日本テレビが保有する分は権利問題が解決されていないため配信されていない。
料金は月額900円。